# Semiothisa praeflavida
Semiothisa praeflavida là một loài bướm đêm trong họ Geometridae.